# Bono (Arkansas)
Bono es una ciudad situada en el condado de Craighead, Arkansas, Estados Unidos. Tiene una población estimada, a mediados de 2024, de 2834 habitantes.

## Geografía
La localidad está ubicada en las coordenadas 35°54′40″N 90°48′03″O / 35.91111, -90.80083 (35.911102, -90.800821). Según la Oficina del Censo, tiene una superficie de 6.90 km², correspondientes en su totalidad a tierra firme.

## Demografía

### Censo de 2020
Según el censo de 2020, en ese momento había 2409 personas residiendo en la localidad. La densidad de población era de 349.13 hab./km². Había 1025 viviendas, lo que representaba una densidad de 14.9/km².
| Raza                   | Núm. | Porc.  |
| ---------------------- | ---- | ------ |
| Blancos                | 2108 | 87.5%  |
| Afroamericanos         | 110  | 4.6%   |
| Amerindios             | 2    | 0.1%   |
| De otras razas         | 44   | 1.8%   |
| De una mezcla de razas | 145  | 6.0%   |
| Total                  | 2409 | 100.0% |

Del total de la población, el 3.7% eran hispanos o latinos de cualquier raza.

### Estimación 2019-2023
Según la estimación 2019-2023 de la Oficina del Censo, el 32.2% de los habitantes tienen menos de 18 años de edad, el 60.5% tienen entre 18 y 64 años, y el 7.3% tienen 65 años o más. La edad media es de 30.7.
Los ingresos medios de los hogares son de $46,897 y los ingresos medios de las familias son de $68,750. Alrededor del 17.0% de la población está por debajo de la línea de pobreza, entre ellos el 20.0% de los menores de 18 años y el 18.7% de quienes tienen 65 años o más.